# Deutsche Nationalbibliothek

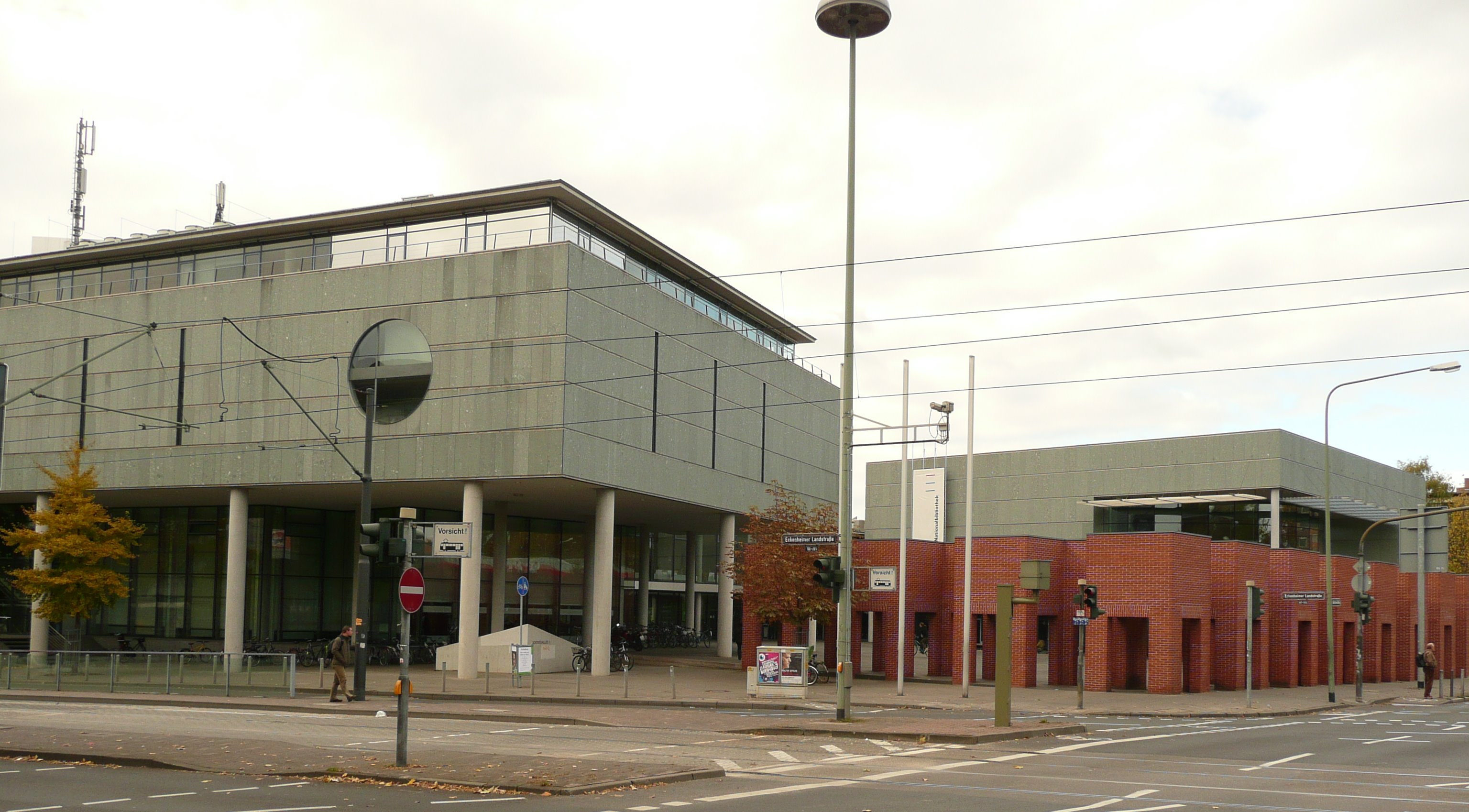
Filialen i Franfurt am Main.

Deutsche Nationalbibliothek (DNB) är Tysklands centrala arkivbibliotek och bibliografiska center. Dess, för Tyskland unika uppgift, är att samla och permanent arkivera alla tyska och tyskspråkiga publikationer från 1913 och senare, utländska publikationer om Tyskland, översättningar av tyska verk och verk av tyskspråkiga emigranter publicerade utomlands mellan 1933 och 1945 samt att göra dessa tillgängliga för allmänheten.

## Historik
Redan 1848 fanns det planer på ett tyskt nationalbibliotek. Planerna skrinlades, men de böcker som redan fanns förvarades i Germanisches Nationalmuseum i Nürnberg. 1912 kom kungariket Sachsen och tyska bokhandlarföreningen överens om att grunda ett tyskt nationalbibliotek med säte i Leipzig. Den 1 januari 1913 började man att systematiskt samla in alla publikationer på tyska, inklusive böcker från Schweiz och Österrike.
1946 föreslogs ett återgrundande av ett tyskt arkivbibliotek baserat i Frankfurt am Main, vilket stöddes av myndigheterna. Som en följd av detta finns det två bibliotek i Tyskland med ett nationalbiblioteks uppgifter, ett för tidigare Östtyskland respektive Västtyskland. I samband med Tysklands återförening den 3 oktober 1990 slogs Deutsche Bücherei Leipzig och Deutsche Bibliothek Frankfurt am Main samman till Die Deutsche Bibliothek. En lag som fastställde bibliotekets uppgifter trädde i kraft den 29 juni 2006 och ändrade samtidigt namnet till Deutsche Nationalbibliothek.
Biblioteket har totalt 24,1 miljoner volymer, varav 14,3 miljoner i Leipzig, 8,3 miljoner i Frankfurt am Main och 1,5 miljoner i Berlin (där man har musik). Dess namn har kritiserats av bland annat Staatsbibliothek zu Berlin och Bayerische Staatsbibliothek, eftersom Deutsche Nationalbibliothek inte har samma roll som nationalbibliotek i andra länder. Idag får man två pliktexemplar av all i Tyskland på tyska publicerad fysisk litteratur. Man arbetar även med icke-fysiska publikationer. 
Det går inte att låna hem böcker från biblioteket. Det går däremot att få ett speciellt kort som ger rätt att läsa på plats.